# Филаделфија (ТВ серија)
Филаделфија (енгл. Philly) је америчка телевизијска серија која се фокусирала на адвоката за кривичну одбрану. Серија је емитована од 2001. до 2002. године и отказана је због ниске гледаности. Последња епизода проглашена је као финале серије, потез који се обично не користи у промоцији мреже за серију која траје само једну сезону.

## Радња
Кетлин Мегвајер (Ким Деланеј) је самохрана мајка и партнер у малој адвокатској канцеларији из Филаделфије, са Вилом Фроманом (Том Еверет Скот). Бори се да своје клијенте извуче из проблема и суочи се са професионалним сукобима који потичу из њене везе са бившим мужем Даном Каванаухом (Кајл Секор), замеником за суђења. Такође, почиње да се састаје са судијом Августом „Џеком" Риплијем (Џејмс Дентон).
Глумица Деланеј је напустила серију Њујоршки плавци како би се придружила овој серији. Касније јој се поново вратила, због ограниченог броја епизода.
Вероника Хамел је глумела у серији судију Марџори Бренан, жену са којом је Вилов отац варао његову мајку. Хуана Касиди појавила се први пут у пилот епизоди као Кетлин партнер Маријана Маршалска, чији нервни слом компликује Келин живот када је приморана да преузме фирму у њеном одсуству. Шерон Лоренс појавила се у епизодама „Ево долази судија" и „Лажни Минели" као Табита Давенпорт.

## Улоге
| Глумац             | Улога               |
| ------------------ | ------------------- |
| Ким Деланеј        | Кетлин Мегвајер     |
| Том Еверет Скот    | Вил Фроман          |
| Џејмс Дентон       | Август „Џек" Риплиј |
| Кајл Секор         | Дан Каванаух        |
| Рики Хофман        | Тери Ломис          |
| Скот Левенворт     | Патрик Каванаугх    |
| Дијана-Марија Рива | Триша               |
| Кристана Локен     | Лиса Валенски       |
| Роберт Харпер      | Судија Ирвин Хавес  |
| Моник Едвардс      | Тена Дејвис         |

## Епизоде
| Бр. еп. | Наслов                             | Редитељ        | Премијера           | Прод. код |
| ------- | ---------------------------------- | -------------- | ------------------- | --------- |
| 1       | Филаделфија Прототип               | Кевин Хукс     | 25. септембар 2001. | D101      |
| 2       | Поново                             | Рик Волас      | 2. октобар 2001.    | D102      |
| 3       | Запали вутру Осветлите мој вашар   | Петар Вернер   | 9. октобар 2001.    | D103      |
| 4       | Време бегунаца                     | Рик Волас      | 16. октобар 2001.   | D105      |
| 5       | Лудости Филаделфије                | Кевин Хукс     | 23. октобар 2001.   | D104      |
| 6       | Одуван                             | Женот Сварц    | 13. новембар 2001.  | D106      |
| 7       | Затвореник љубави                  | Кевин Хукс     | 20. новембар 2001.  | D107      |
| 8       | Истина или последица               | Грег Беман     | 27. новембар 2001.  | D108      |
| 9       | Нежни синови                       | Марк Тинкер    | 4. децембар 2001.   | D109      |
| 10      | Пуно вила                          | Мајкл М. Робин | 11. децембар 2001.  | D110      |
| 11      | Живи и пусти друге да умру         | Мајкл Шулц     | 18. децембар 2001.  | D111      |
| 12      | Проклетство Клопманових дијаманата | Џо Ен Вогел    | 8. јануар 2002.     | D112      |
| 13      | Рипли, веровали или не             | Рики Волас     | 15. јануар 2002.    | D113      |
| 14      | Месо у Филаделфији                 | Чарлс Хајд     | 5. фебруар 2002.    | D114      |
| 15      | Лажни Минели                       | Рој Кампанела  | 26. фебруар 2002.   | D115      |
| 16      | Ево долази судија                  | Мајкл Швитцер  | 5. март 2002.       | D116      |
| 17      | Нема посла (као нема посла)        | Рики Валас     | 12. март 2002.      | D117      |
| 18      | Братска љубав                      | Кевин Хукс     | 19. март 2002.      | D118      |
| 19      | Сан Дијего                         | Мајкл Швитцер  | 16. април 2002.     | D119      |
| 20      | Велика лаж                         | Џеси Боџко     | 23. април 2002.     | D120      |
| 21      | Хвала на мамарима                  | Џо Ен Вогел    | 23. април 2002.     | D121      |
| 22      | Моје уздизање                      | Рики Валас     | 28. мај 2002.       | D122      |

## Емитовање
Комплетна серија није објављена на ДВД-у ЦБС-а, али је видљива на Главном Амазону. Серија је накратко емитована на Универзал ХД 2008. године.

## Оцена
Кен Такер је дао серији оцену Ц због пуно догађаја и ликова, који су превише компликовани за праћење.